# Ali Abu al-Ragheb
Ali Abu al-Ragheb (arabisch علي أبو الراغب, DMG ʿAlī Abū r-Rāġib; geboren 1946 in Amman) ist ein jordanischer Politiker.

## Leben
Al-Ragheb studierte Civil Engineering an der University of Tennessee und schloss dieses Studium 1967 mit einem BSc ab.
Abu al-Ragheb arbeitet von 1971 bis 1990 bei der National Engineering and Contracting Co und war dort ab 1986 Geschäftsführer. In den Jahren Jahr 1991 und 1996 wurde er zum Minister für Industrie und Handel ernannt. Zudem wurde er 1995 auch zum Minister für Energie und Mineralressourcen ernannt. Abu al-Ragheb wurde 1993 als unabhängiger Kandidat in das jordanische Parlament gewählt.
Er löste Abdelraouf ar-Rawabdeh als Premierminister Jordaniens ab und übte dieses Amt vom 19. Juni 2000 bis 25. Oktober 2003 aus. Sein Nachfolger wurde Faisal al-Fayiz.
Sein Name tauchte in den sogenannten Panama Papers auf, die das International Consortium of Investigative Journalists im April 2016 veröffentlichte.